# 冤鬼男友
《冤鬼男友》（英語：My Boyfriend's Back）是1993年由鮑勃·巴拉班执导的一部美国僵尸恐怖喜剧片，讲述了一个从死里复活的喪屍男孩约翰尼·丁格尔（安德鲁·洛厄里饰）与他心仪的女孩米西·麦克劳德（特蕾西·林德饰）约会的故事。影片获得了负面的评价。
片名参考了1963年天使乐队的同名歌曲（宣传预告片中使用了这首歌曲，但在影片中并未出现）。影片原名《僵尸约翰尼》（英語：Johnny Zombie）在电影上映不久前进行了更改。菲臘·西摩·荷夫曼、马修·麦康纳和马修·福克斯在片中饰演小角色。